# Siergiej Dworcewoj
Siergiej Władimirowicz Dworcewoj, ros. Серге́й Влади́мирович Дворцево́й (ur. 18 sierpnia 1962 w Szymkencie) – kazachski reżyser, scenarzysta i producent filmowy. W 1990 rozpoczął studia filmowe jednocześnie pracując jako inżynier lotnictwa. Za swoją działalność filmową był nagradzany na wielu festiwalach filmowych, m.in. w Krakowie, Amsterdamie, Petersburgu.

## Filmografia
| Tytuł                                             | Rok  | Długość  | Jako                            |
| ------------------------------------------------- | ---- | -------- | ------------------------------- |
| Szczęście                                         | 1995 | 25 min.  | reżyser, producent              |
| Dzień chleba                                      | 1998 | 55 min.  | reżyser, producent              |
| Trasa                                             | 1999 | 57 min.  | reżyser                         |
| W ciemności                                       | 2004 | 41 min.  | reżyser                         |
| Tulpan                                            | 2008 | 100 min. | reżyser                         |
| 49o Festival Thessalonikis - 19 kinimatografistes | 2009 | -        | aktor (on sam)                  |
| Ajka                                              | 2014 | 100 min. | reżyser, scenarzysta, producent |